# Fritz Herrmann (SS-Mitglied)
Fritz Gottfried Heinrich Herrmann (* 15. Juni 1885 in Magdeburg; † 21. November 1970 in Lüneburg) war ein deutscher Offizier, der während der NS-Zeit als SS-Führer, Polizeipräsident und Regierungspräsident tätig war.

## Leben

### Bis 1933
Der Ingenieurssohn besuchte in seiner Heimatstadt die Vorbereitungsschule und Oberrealschule. Nach dem Abitur entschied er sich, Berufssoldat zu werden und trat im Oktober 1904 als Fahnenjunker in das Fußartillerie-Regiment „von Linger“ (Ostpreußisches) Nr. 1 der Preußischen Armee ein. Zum Leutnant befördert, besuchte er 1908/09 die Artillerie-Schießschule Jüterbog und 1913/14 die Preußische Kriegsakademie in Berlin. Nach Beginn des Ersten Weltkrieges war er zunächst im Rang eines Hauptmanns bis 1916 als Batterieführer und Adjutant eingesetzt und danach im Großen Generalstab. Zuletzt war er 1919 beim Oberkommando Ost tätig.
Nach Kriegsende wechselte Herrmann Anfang Juni 1919 als Major zur preußischen Schutzpolizei und leitete ab 1920 in Berlin-Zehlendorf eine Schutzpolizeiabteilung. Er wurde 1922 aus „politischen Gründen“ aus dem Polizeidienst entlassen. Danach war er in der Wirtschaft tätig und leitete bis 1924 eine Fabrik in Dresden. Anschließend absolvierte er ein Studium der Volkswirtschaft. Von 1925 bis 1930 war er zudem Organisationsleiter des Jungdeutschen Ordens. Von 1930 bis 1933 lebte er als Journalist und Schriftsteller in Berlin. Herrmann war mit Erhard Milch befreundet und Ehemann dessen Tochter Herta.

### Zeit des Nationalsozialismus
| Herrmanns SS-Ränge | Herrmanns SS-Ränge     |
| Datum              | Rang                   |
| ------------------ | ---------------------- |
| April 1934         | SS-Untersturmführer    |
| Juni 1934          | SS-Obersturmführer     |
| April 1935         | SS-Hauptsturmführer    |
| April 1936         | SS-Sturmbannführer     |
| Januar 1937        | SS-Obersturmbannführer |
| November 1938      | SS-Standartenführer    |
| Januar 1939        | SS-Oberführer          |
| Juni 1944          | SS-Brigadeführer       |

Nach der Machtergreifung durch die Nationalsozialisten trat er zum 1. Mai 1933 der NSDAP (Mitgliedsnummer 3.131.632) und im August 1933 der SS (SS-Nummer 36.242) bei. Seinem Gesuch auf Wiederverwendung im Polizeidienst wurde stattgegeben und Herrmann war ab Mitte März 1933 zunächst kommissarisch und ab April 1933 offiziell Polizeipräsident in Hagen. Im April 1934 übernahm er vertretungsweise den Posten des Polizeipräsidenten in Stettin und war in Personalunion auch Leiter der örtlichen Dienststelle der Gestapo. Ab November 1935 war er schließlich offiziell Polizeipräsident in Stettin und wechselte in gleicher Funktion im Januar 1939 nach Dresden.
Nach dem Überfall auf Polen war Herrmann für kurze Zeit Chef der Zivilverwaltung (CdZ) beim Oberkommando der 4. Armee. Der Danziger Gauleiter Albert Forster setzte mit Hilfe Hitlers durch, dass er selbst am 5. September zum CdZ ernannt wurde. Herrmann übernahm Ende Oktober 1939 zunächst kommissarisch und mit Wirkung vom 1. Februar 1940 offiziell den Posten des Regierungspräsidenten im Regierungsbezirk Danzig (Danzig-Westpreußen). Anfang Januar 1943 wechselte er nach Lüneburg, wo er zunächst geschäftsführender Regierungspräsident war und Anfang Mai 1944 offiziell die Dienstgeschäfte des Regierungspräsidenten bis zum Ende des Zweiten Weltkrieges übernahm. Im Juni 1944 wurde er noch zum SS-Brigadeführer befördert.

### Nachkriegszeit
Bei Kriegsende wurde Herrmann von der britischen Militäradministration aus dem Amt entlassen. Er wurde nach einem Spruchkammerverfahren als Minderbelasteter entnazifiziert. Bis 1954 setzte er sich erfolglos für die Gewährung einer Pension eines Regierungspräsidenten ein.

„Mein lieber Dietrich, ich habe mich erst mal mit der Pension eines Polizeipräsidenten Dresden (B9) zufrieden gegeben.“